# 思北站
思北站位于厦门市思明区厦禾路思明北路，为厦门快速公交一，二，三号线的高架侧式车站，于2008年9月1日启用。车站以淡蓝色作为布置的主要色彩。车站共有两个出入口。

## 车站出口
- 厦禾路北侧，思明北路东
- 厦禾路南侧，思明北路东

## 连接线
思北站的连接线为“L2”，起始点均为眼科医院站。途径御景苑站，角滨路口站，故宫路站，大同路口站，新华路口站，思东站，公交思北站。沿途可达思明区医院，中山路步行街，厦门大学附属厦门眼科中心。票价为单一票价五角，使用厦门易通卡为三角。